# Ivo Hühn
Ivo Hühn (Zagreb, 4. studenoga 1901. − Buenos Aires, 14. prosinca 1985.), hrvatski domovinski i iseljenički književnik, diplomat i pravnik.

## Životopis
Rodio se je u Zagrebu, gdje se školovao sve do doktorata iz prava na Sveučilištu. Već kao student isticao se kao esejist, kritičar i humorist. U NDH neko je vrijeme bio pročelnikom Odjela za novinstvo, tisak i kulturne veze Ministarstva vanjskih poslova. 1943. je otišao iz Hrvatske u Austriju za hrvatskoga generalnog konzula u Beč, pa 1948. u Argentinu, u Buenos Aires. Surađivao je u listovima Kritici, Hrvatskoj reviji i Omladini. Uređivao je Slobodne spise i Almanah suvremenih problema. Bio je odbornikom Matice hrvatske. Suosnivač Likovnog udruženja Zemlja. Suosnivač i suurednik jedine hrvatske revije na španjolskom Studia croatica. Suosnivač Hrvatsko-argentinskoga kulturnog kluba i Hrvatsko-latinoameričkoga kulturnog instituta, oba u Buenos Airesu. Od tada se pojavljuje kao predavač, pisac i suradnik u hrvatskom kulturnom djelovanju u Buenos Airesu. Umro je u Buenos Airesu 1985. godine.

## Djela
Objavio je djela:
- Zamagljeno sunce, roman, nedovršeni roman, ostao u rukopisu

- veći broj kraćih sastavaka

- Pustolovine Sebastijana Pikulice, humoristički roman  (1982.)

## Nagrade i priznanja
- Šimun Šito Ćorić uvrstio ga je u svoju antologiju 60 hrvatskih emigrantskih pisaca.[1]